# Primera expedición a Kamchatka

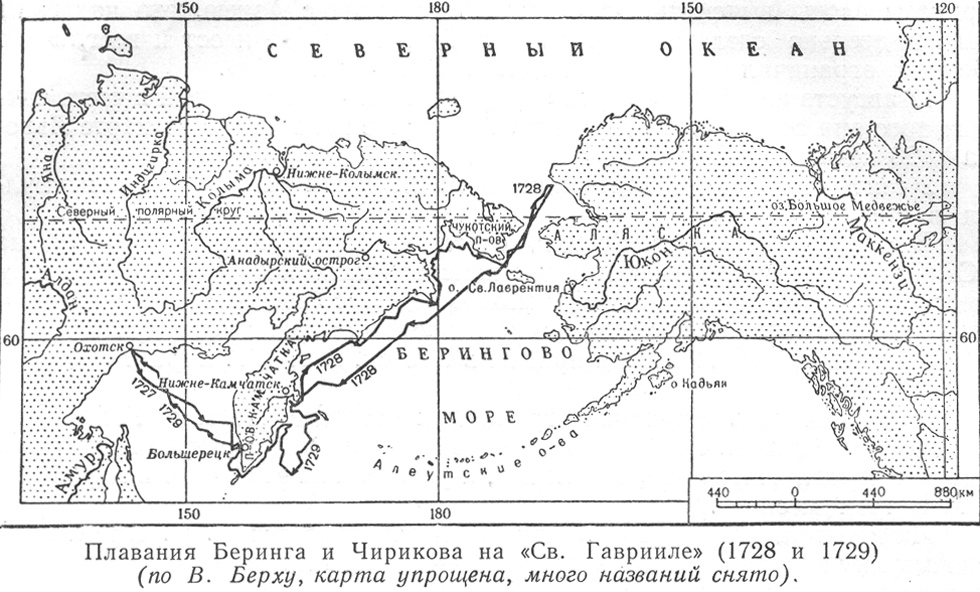
El camino seguido por la primera expedición a Kamchatka, por Vasily Berkh (Berg) (1781-1834)

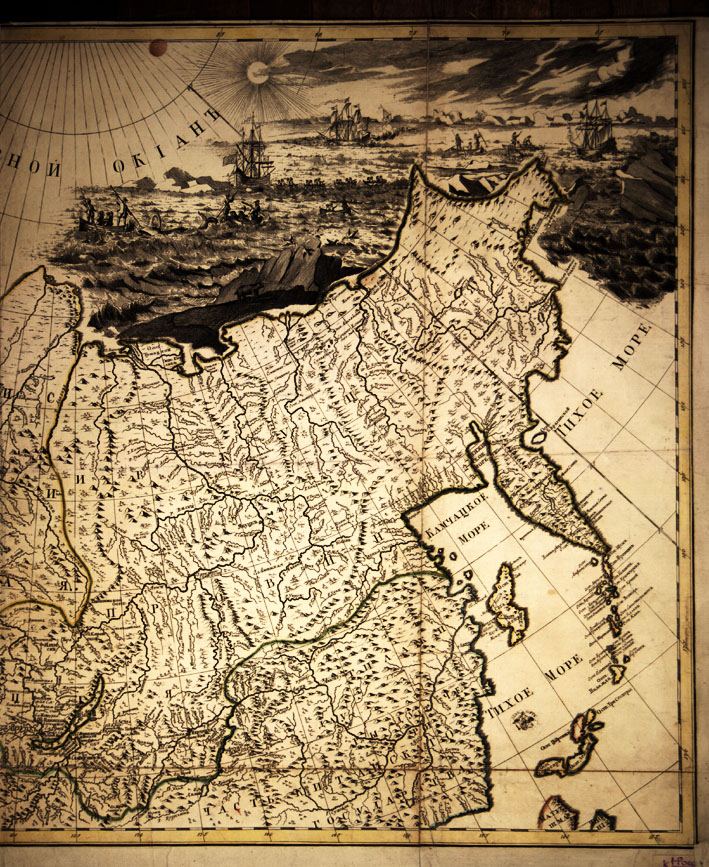
Mapa de Siberia compilado a partir de los resultados de la primera y segunda expedición a Kamchatka.

La ahora conocida como primera expedición a Kamchatka fue una expedición científica y de exploración encargada en diciembre de 1724 por Pedro I de Rusia para explorar la parte norte del océano Pacífico y confirmar la presencia de un estrecho entre Asia y América. Fue la primera expedición científica naval rusa, y fue seguida en 1732 por la segunda expedición a Kamchatka o Expedición Gran Norte.
La expedición pasó los primeros dos años, desde enero de 1725 hasta enero de 1727, viajando desde San Petersburgo hasta la pequeña ciudad de Ojotsk, utilizando caballos, trineos tirados por perros y embarcaciones fluviales. Después de pasar el invierno en Ojotsk, se trasladó a la desembocadura del río Kamchatka, en la costa oriental de la homónima península de Kamchatka. En julio y agosto de 1728 navegaron hacia el norte y luego hacia el noreste siguiendo a lo largo de la costa, explorando el golfo Karaguinski, la bahía de Kresta, la bahía de Providence, el golfo del Anádyr, el cabo Chukotsky y la isla de San Lorenzo.
Resultó que la expedición atravesó el estrecho de Bering hasta el mar de Chukotka y regresó creyendo que había completado sus tareas. Si bien no había llegado a la costa de América del Norte, proporcionó evidencias de que Asia y América del Norte no estaban conectados. Durante 1729, exploró las costas meridionales de Kamchatka, cartografió el golfo de Kamchatka y la bahía de Avacha, y para el 28 de febrero de 1730 regresó a través de Ojotsk a San Petersburgo. La expedición fue muy elogiada, siendo ascendido su líder Vitus Bering a capitán-comandante, su primer rango noble, mientras que sus asistentes Martin Spangberg y Aleksei Chirikov fueron promovidos a capitanes. Fue una expedición larga y costosa, que costó la vida de 15 hombres y agrió las relaciones entre Rusia y sus pueblos nativos, pero proporcionó información útil sobre la geografía de Siberia Oriental: en total, la expedición reconoció más de 3500 km de la costa occidental de un mar, que más tarde, recibió en su reconocimiento como mar de Bering. Sus mapas de la zona fueron utilizados más adelante por todos los cartógrafos de Europa occidental.

## Preparativos
El 29 de diciembre de 1724, Pedro le pidió al explorador danés Vitus Bering que comandara un viaje hacia el este. Pedro instruyó a la expedición para que hiciera lo siguiente:
- Preparase uno o dos barcos en Kamchatka o cerca;
- Usando esos barcos, explorase las tierras septentrionales, que parecían ser parte de América;
- Buscase dónde esas tierras se unían a América y si había ciudades en posesión europea en el área. Al encontrarse con barcos europeos, debían preguntarles los nombres de los accidentes geográficos locales, explorar las costas en el camino y cartografiarlas.

Los preparativos para el viaje habían comenzado algunos años antes, pero Pedro, que veía como su salud iba deteriorándose rápidamente, apresuró el proceso y promovió el nombramiento de Bering como líder de la expedición por delante del experimentado cartógrafo K. P. von Verd. Jugaron a su favor que Bering tenía conocimiento tanto del océano Índico como de la costa este de América del Norte, sus buenas habilidades personales y la experiencia en el transporte de mercancías. Sus lugartenientes para el viaje fueron el endurecido compañero danés Martin Spangberg y el bien educado pero relativamente inexperto ruso Aleksei Chirikov, un respetado instructor naval. Chirikov, junto con el suboficial Peter Chaplin, fueron los encargados de coescribir el diario de expedición. Los asistentes recibirían salarios anuales de unos 180 rublos durante el viaje, mientras que a Bering se le pagarían 480. La ruta natural a Kamchatka hasta entonces seguía a lo largo de los afluentes del Lena, pero después del Tratado de Nerchinsk (1689) —por el que Rusia renunciaba a cualquier reclamación sobre la región del Amur, que hasta entonces había sido su vía de salida hacia el mar de Ojotsk— eso parecía políticamente inviable. En cambio, se decidió que el grupo de Bering viajaría por tierra y río desde San Petersburgo a Ojotsk, una pequeña ciudad portuaria en la costa oriental de Rusia, y luego por mar desde Ojotsk hasta la península de Kamchatka, desde donde podrían comenzar su viaje de exploración.

## Barcos
En 1725, comenzó en Ojotsk, anticipadamente en espera de la expedición, la construcción de un barco de 20 metros de largo llamado  Fortuna. Se completó en junio de 1727 bajo la dirección de Chaplin, y en agosto, un barco de tamaño similar, el Vostok [Este], fue llevado a Kamchatka y reparado. A finales de agosto de 1727, ambos barcos llegaron a Kamchatka. Durante abril-mayo de 1728, un barco más, el Arcángel Gabriel, se construyó en Kamchatka a partir de madera local. El Fortuna y el Vostok fueron barcos auxiliares utilizados para transportar mercancías entre Ojotsk y Bolsheretsk, mientras que el Arcángel Gabriel, que iba armado con cuatro cañones, fue el barco principal de Bering.

## De San Petersburgo a Ojotsk
El 24 de enero de 1725,  Chirikov partió con 26 de los 34 efectivos de la expedición a lo largo de caminos muy transitados hacia Vologda, unos 660 km hacia el este. Después de esperar a que se completara la documentación necesaria, Bering y los miembros restantes de la expedición les siguieron el 6 de febrero. Bering recibió los pocos mapas que Pedro había logrado encargar en los años anteriores. Ambas partidas usaron trineos tirados por caballos y gozaron de buen tiempo durante las primeras etapas del viaje. El 14 de febrero se reunieron en Vologda y se dirigieron hacia el este a través de los montes Urales, llegando a Tobolsk (uno de los principales puntos de parada del viaje) el 16 de marzo. Ya habían viajado más de 2815 km. En Tobolsk, Bering contrató a más hombres para ayudar a la expedición en las etapas más difíciles que se avecinaban. Pidió 24 hombres más de la guarnición, antes de solicitar 54 después de saber que el barco que el grupo requería en Ojotsk (el Vostok) necesitaría de una mano de obra significativa para ser reparado. Al final, el gobernador solo pudo proporcionarle 39 hombres, pero aun así fueron de gran ayuda. Además, Bering buscaba 60 carpinteros y 7 herreros; el gobernador le respondió que la mitad de ellos tendrían que ser reclutados más adelante, en Yeniseysk. Después de algunos retrasos en la preparación de equipos y de fondos, el 14 de mayo, la partida, ahora muy ampliada, abandonó Tobolsk, remontando el río Irtysh. 
El viaje hacia el siguiente punto de parada principal, Yakutsk, estaba bien establecido, pero rara vez era recorrido por grupos tan grandes como el de Bering, que tenían la dificultad adicional de necesitar más hombres a medida que avanzaba el viaje. Por ello la expedición se retrasó, llegando a Surgut el 30 de mayo y a Makovsk a finales de junio antes de alcanzar Yeniseysk, donde se podrían incorporar los hombres adicionales; Bering luego afirmaría que «pocos eran adecuados». En cualquier caso, el grupo  abandonó Yeniseysk el 12 de agosto, necesitando desesperadamente recuperar el tiempo perdido. El 26 de septiembre llegaron a Ilimsk, solo tres días antes de que el río se congelara. Después de que la partida hiciese una etapa más de 130 km hasta Ust-Kut, una ciudad en el Lena donde podían pasar el invierno, Bering viajó hasta la ciudad de Irkutsk para tener una idea de las condiciones que encontraría y buscar consejo sobre cómo conseguir que su gran grupo atravesase las montañas que separaban Yakutsk (su próxima parada) de Ojotsk, ya en la costa.
Después de abandonar Ust-Kut cuando el hielo del río se derritió en la primavera de 1726, la partida viajó rápidamente por el río Lena, llegando a Yakutsk en la primera mitad de junio. A pesar de la necesidad de apresurarse y de enviar hombres por adelantado, el gobernador tardó en concederles los recursos que necesitaban, lo que provocó amenazas de Bering. El 7 de julio, Spangberg se fue con un destacamento de 209 hombres y gran parte de la carga; el 27 de julio, el aprendiz de constructor naval Fyodor Kozlov dirigió un pequeño grupo para llegar a Ojotsk por delante de Spangberg, tanto para preparar suministros de alimentos como para comenzar a trabajar reparando el Vostok y construyendo un nuevo barco (el Fortuna) necesario para llevar al grupo a través de la bahía desde Ojotsk hasta la península de Kamchatka. El propio Bering se fue el 16 de agosto, mientras se decidió que Chirikov les seguiría la siguiente primavera con nuevos suministros de harina. Las etapas fueron tan difíciles como Bering había temido que fueran. Hombres y caballos murieron, y algunos hombres (46 solo del grupo de Bering) desertaron con sus caballos y porciones de los suministros mientras luchaban por construir caminos a través de terrenos pantanosos y fluviales difíciles.
El grupo de Bering llegó a Ojotsk en octubre, y a Spangberg le fue mucho peor. Sus embarcaciones muy cargadas podían remolcarse no más de 1,5 km por día, y tenían por delante unos 1100 km que cubrir. Cuando los ríos se congelaron, la carga se transfirió a trineos y la expedición continuó, soportando tormentas de nieve y nieve hasta la cintura. Incluso las provisiones dejadas por Bering en Yudoma Cross no podían evitar el hambre. El 6 de enero de 1727, Spangberg y otros dos hombres, que juntos habían formado un grupo de avanzada llevando los artículos más vitales para la expedición, llegaron a Ojotsk; diez días después se unieron otros sesenta, aunque muchos de ellos llegaban enfermos. Partidas enviadas por Bering de vuelta por el camino desde Ojotsk consiguieron rescatar a siete hombres y gran parte de la carga que había quedado atrás. Los habitantes de Ojotsk describieron ese invierno como el peor que podían recordar. Bering confiscó la harina de los aldeanos locales para asegurarse de que su partida pudiera aprovechar bien sus reservas y, en consecuencia, toda la aldea pronto se enfrentó a la amenaza de la inanición. Un grupo avanzado de la división de Chirikov llegó en junio de 1727 con 27 toneladas de harina, reabasteciendo al grupo de Bering, que para entonces había disminuido en número.

## De Ojotsk a Kamchatka y más allá
El Vostok se preparó y el Fortuna se construyó a un ritmo rápido, con la primera partida (48 hombres comandados por Spangberg y que comprendían aquellos necesarios para comenzar a trabajar en los barcos que tendrían que construirse en Kamchatka lo antes posible) partiendo en junio de 1727. Chirikov llegó a Ojotsk poco después, trayendo más suministros de alimentos. Había tenido un viaje relativamente fácil, sin perder hombres y solo 17 de sus 140 caballos. El 22 de agosto, el resto del grupo partió hacia Kamchatka. Si hubieran tenido cartografía de la ruta, deberían haber navegado contorneando la península y haber hecho puerto en su costa oriental; en su lugar, desembarcaron en la costa occidental e hicieron un viaje agotador desde el asentamiento de Bolsheretsk, en el suroeste, viajando por tierra al norte hasta el puesto superior de Kamchatka y luego al este a lo largo del río Kamchatka hasta el puesto inferior de Kamchatka. Esta partida de Spangberg lo hizo antes de que el río se congelara; luego, un grupo liderado por Bering completó esa etapa final de aproximadamente 930 km por tierra sin el beneficio del río; y finalmente, en la primavera de 1728, el último grupo en abandonar Bolsheretsk, encabezado por Chirikov, llegó al Puesto de Kamchatka Inferior. El puesto avanzado estaba a 9650 km de San Petersburgo y el viaje en sí (la primera vez que «muchos [habían] ido tan lejos») les había llevado unos tres años. La falta de alimentos inmediatos disponibles para el avance del grupo de Spangberg frenó su progreso, pero se aceleró mucho después de que el grupo de Bering y Chirikov llegasen con provisiones. Como consecuencia, el barco que construyeron (llamado Arcángel Gabriel) estaba listo para ser botado ya el 9 de junio de 1728, desde su punto de construcción río arriba en Ushka. Luego fue totalmente acondicionado y provisionado para el 9 de julio, y el 13 de julio zarpó río abajo, anclando en alta mar esa noche. El 14 de julio, la partida de Bering comenzó su primera exploración, sin apartarse de la costa, pero no en dirección norte (como habían esperado) sino en dirección noreste.
Navegando hacia el norte, Bering entró por primera vez en el estrecho que luego llevará su nombre. El 8 de agosto, la expedición tuvo un primer encuentro con la población indígena. Un bote de ocho hombres chukchis se acercó al barco y les preguntó por el propósito de su visita. Rehusaron subir al barco, pero enviaron a uno de ellos que nadó hacia el barco ruso con ayuda de vejigas hinchadas a modo de flotadores. No se entendían bien, pero Bering supuso que el nativo le estaba dicindo que no habñía paso terrestre sino estrecho. El hombre dijo que había islas cercanas, y de hecho, dos días después, la expedición llegó a una isla, a la que Bering llamó isla de San Lorenzo. A su vez, Chirikov nombró el lugar de encuentro del barco como cabo Chukotsky.
Después del cabo Chukotsky, la tierra se volvía hacia el oeste, y Bering sostuvo una discusión con sus lugartenientes el 13 de agosto de 1728 sobre si podían razonablemente afirmar que se estaba volviendo hacia el oeste para siempre: es decir, si habían demostrado que Asia y América eran masas de tierra separadas. El hielo que avanzaba rápidamente llevó a Bering a tomar la controvertida decisión de no desviarse de su mandato: el barco navegaría durante unos días más, pero luego regresaría. La expedición no estaba ni en el punto más oriental de Asia (como Bering había supuesto) ni había tenido éxito en descubrir la costa de Alaska en América, que en un buen día despejado habría sido visible hacia el este.
Como prometió, el 16 de agosto, Bering ordenó dar la vuelta al Arcángel Gabriel y se dirigió hacia Kamchatka. El 31 de agosto, el barco fue alcanzado por una fuerte tormenta y apenas evitó estrellarse en la orilla. Después de unas reparaciones apresuradas, el 2 de septiembre llegó a la desembocadura del río Kamchatka, cincuenta y cinco días después de haber partido. La misión había concluido, pero la partida aún necesitaba regresar a San Petersburgo para documentar el viaje (evitando así el destino de Semyon Dezhnyov, quien, sin que Bering lo supiera, había realizado una expedición similar hacía ochenta años). En la primavera de 1729, el Fortuna, que había navegado alrededor de la península de Kamchatka para llevar suministros al Puesto Inferior de Kamchatka, regresó a Bolsheretsk, y poco después, también lo hizo el Arcángel Gabriel. La demora fue causada por un viaje de cuatro días que Bering realizó hacia el este en busca de América del Norte, sin éxito. Para julio de 1729, las dos embarcaciones habían regresado a Ojotsk, donde fueron amarradas junto al Vostok; La partida, que ya no necesitaba llevar materiales de construcción naval, hizo un buen tiempo en el viaje de regreso desde Ojotsk, y el 28 de febrero de 1730 Bering había regresado a la capital rusa. 
En diciembre de 1731 fue galardonado con 1000 rublos y ascendido a capitán-comandante, su primer rango noble, mientras que a Spangberg y Chirikov les nombraron capitanes. Fue una expedición larga y costosa, que costó la vida de al menos quince personas y agrió las relaciones entre Rusia y sus pueblos nativos, pero proporcionó información útil sobre la geografía del este de Siberia y presentó evidencias de que Asia y América del Norte estaban separadas por mar.